# (6930) 1994 VJ3
(6930) 1994 VJ3 (1994 VJ3, 1933 BH, 1993 PD1) — астероїд головного поясу, відкритий 7 листопада 1994 року.
Тіссеранів параметр щодо Юпітера — 3,173.